# Pawel Alexandrowitsch Brutt
Pawel Alexandrowitsch Brutt (russisch Павел Александрович Брутт, englische Transkription Pavel Brutt; * 29. Januar 1982 in Sosnowy Bor) ist ein ehemaliger russischer Radrennfahrer.

## Sportliche Laufbahn
Brutt begann seine Karriere 2001 bei dem russischen Radsportteam Itera. In seinem ersten Jahr konnte er eine Etappe beim Circuito Montañés für sich entscheiden. 2003 wechselte er zu Lokomotiv, wo er 2004 erneut ein Teilstück beim Circuito Montañés gewann. Zwischen 2006 und 2008 stand Brutt beim russischen Professional Continental Team Tinkoff Credit Systems unter Vertrag. In seiner ersten Saison dort sicherte er sich die Gesamtwertung der Griechenland-Rundfahrt. 2007 gewann er eine Etappe der Tour de Langkawi und wurde am Ende Gesamtsiebter. Ein Jahr später feierte er mit dem Gewinn der 5. Etappe des Giro d’Italia seinen bislang größten Erfolg.
Von 2009 bis 2014 stand Brutt bei Katusha unter Vertrag, anschließend für zwei Jahre bei Tinkoff. 2009 entschied er die Tour de Vendée für sich, 2011 gewann er die Classica Sarda und wurde russischer Meister im Straßenrennen. Der Sieg bei der Volta Limburg Classic 2012 war der letzte Sieg seiner Karriere. 2016 wurde er noch einmal russischer Vize-Meister im Einzelzeitfahren. 
2017 wechselte Brutt zum Team Gazprom-RusVelo. Nach der  Saison 2017 beendete er im Alter von 35 Jahren seine Karriere als Radrennfahrer.

## Erfolge
2001
- eine Etappe Circuito Montañés

2004
- eine Etappe Circuito Montañés

2006
- Gesamtwertung Griechenland-Rundfahrt
- Gesamtwertung Cinturón a Mallorca

2007
- eine Etappe Tour de Langkawi
- Grand Prix Chiasso

2008
- eine Etappe Giro d’Italia

2009
- Tour de Vendée

2011
- Classica Sarda
- eine Etappe Tour de Romandie
- Russischer Meister – Straßenrennen

2012
- Volta Limburg Classic

## Platzierung bei den Grand Tours
| Grand Tour            | 2007 | 2008 | 2009 | 2010 | 2011 | 2012 | 2013 | 2014 | 2015 | 2016 | 2017 |
| --------------------- | ---- | ---- | ---- | ---- | ---- | ---- | ---- | ---- | ---- | ---- | ---- |
| Giro d’ItaliaGiro     | 87   | DNF  | 125  | –    | 128  | 95   | 103  | –    | –    | 90   | 134  |
| Tour de FranceTour    | –    | –    | –    | 102  | DNF  | –    | 110  | –    | –    | –    | –    |
| Vuelta a EspañaVuelta | –    | 105  | –    | –    | –    | 106  | –    | –    | 101  | –    | –    |